# 加富达卢环礁
南胡瓦杜环礁（羅馬化：Huvadhu Atholhu Dhekunuburi），行政名称为加富达卢环礁（以第七个与第十二个它拿字母命名），是馬爾代夫的行政環礁，由153個島嶼（其中11座有人居住）形成。在2014年，該環礁的人口約有13,127人。
加富达卢环礁是行政環礁，僅為行政區劃，並不是自然環礁。一如其他行政環礁，這些名稱並不能精確地從地理或文化上劃分馬爾代夫。

## 外部鏈結
加富达卢环礁官方介紹（英語）（页面存档备份，存于）